# Facundo Ynsfrán Caballero
Facundo Dolores Ynsfrán Caballero (Ybycuí, Departamento de Paraguarí, Paraguay; 27 de noviembre de 1860 - Asunción, Paraguay; 9 de enero de 1902) fue un político y médico paraguayo, vicepresidente del Paraguay entre 1894 y 1898. Nacido en Ybycuí, el 27 de noviembre de 1860, el doctor Facundo Ynsfrán fue hijo del mayor Julián Ynsfrán, comandante de la acería de "La Rosada" y asesinado durante la guerra contra la Triple Alianza por los brasileños, y de doña Ascensión Caballero, hermana del general Bernardino Caballero.
Realizó sus estudios en la escuela que funcionaba en la guarnición militar de la acería, y luego en el Colegio Nacional. Estudió Medicina en Buenos Aires, donde se graduó de médico cirujano en 1889.
De regreso al país, se dedicó a la profesión y a la docencia universitaria, además de la actividad política. Ejerció el decanato de la novel Facultad de Medicina y en 1891 fue designado miembro del Consejo de Medicina e Higiene. Cumplió, además, otras importantes funciones públicas y la titularidad del Ministerio de Justicia, Culto e Instrucción Pública, además de interinar la Cancillería nacional.
En 1894 fue elegido vicepresidente de la República, para secundar al presidente Juan Bautista Eguzquiza. Cumplido su periodo, ocupó un escaño en el Senado y fue el principal promotor para la creación del Consejo Nacional e Higiene, de importante papel durante los días de la peste bubónica en el país, en 1899. 
Era el candidato favorito para la presidencia de la República en el periodo 1902-1906, cuando en un confuso incidente ocurrido en el recinto parlamentario, a raíz del derrocamiento del presidente Emilio Aceval, un certero disparo segó trágicamente su vida el 9 de enero de 1902. Casado con Francisca Giménez, fue padre de destacados intelectuales y hombres públicos, entre ellos, Pablo Max Ynsfrán. 
| Predecesor: Marcos Antonio Morínigo | Vicepresidente de la República del Paraguay 1894 - 1898 | Sucesor: Andrés Héctor Carvallo |